# ムーバス

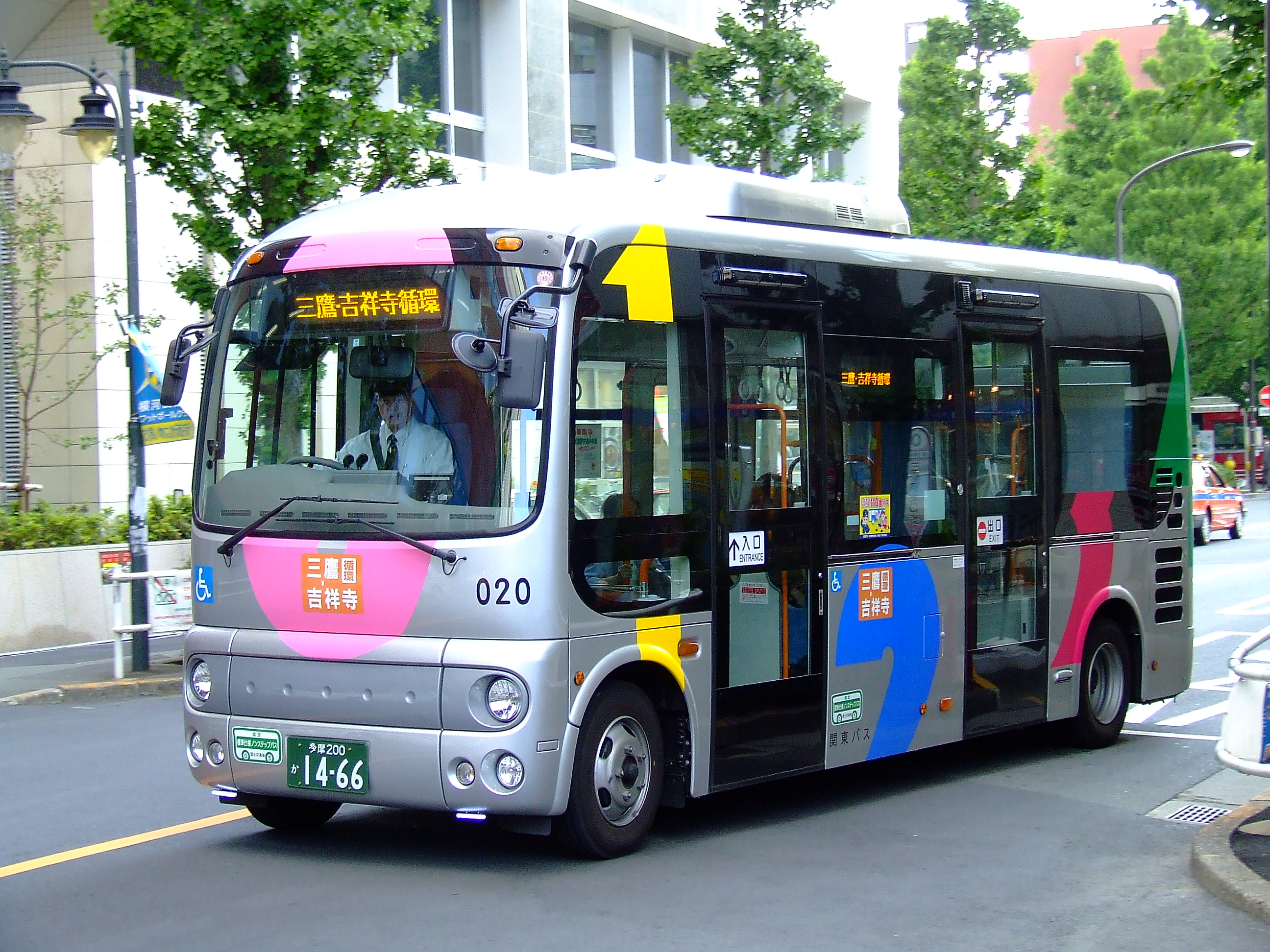
三鷹・吉祥寺循環
日野・ポンチョ（2ドアロングボディ）

ムーバス（Mubus/MOVE US）は、東京都武蔵野市のコミュニティバス。1995年11月26日運行開始。
その運行形態などから「コミュニティバス」という概念を全国的に広めた。吉祥寺駅・三鷹駅・武蔵境駅を起点とする、7路線・9ルートが運行されている。関東バス武蔵野営業所（1・2・4・6号路線）、小田急バス武蔵境営業所（3・5・7号路線）が運行受託している。「ムーバス」の愛称は、市民を移動・感動させる意味の “Move us.” と、「ムさしの市のバス」を掛けた、市民公募による造語である。

## 概要

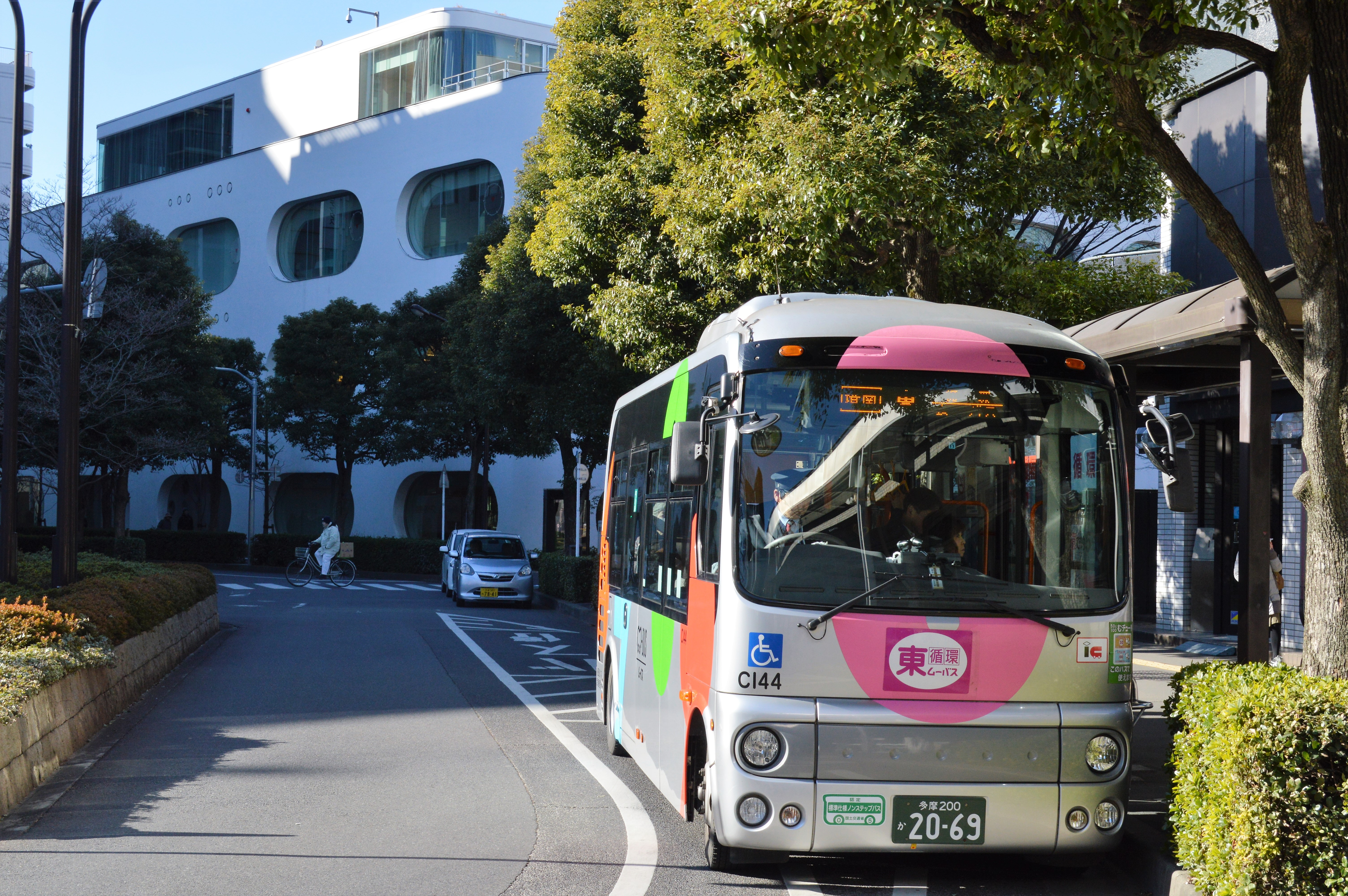
ムーバス境南 東循環と武蔵野プレイス

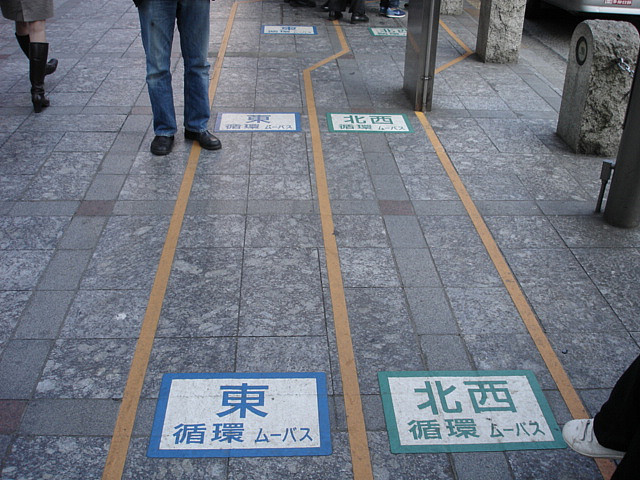
吉祥寺駅北口のムーバスのりば。列がわかりやすく分けられている

市の指定した「停留所から200m以上離れた交通空白地域」と「バスの便が1日100本以下の交通不便地域」を巡回し、従来の一般路線バスが乗り入れできなかった狭隘道路を主な経路としている。
開業時は吉祥寺駅を起点に、駅東側を周回する現・東循環のみで運行していたが、後に北西循環も運行を開始し、現在は吉祥寺駅・三鷹駅・武蔵境駅を起点とする、7路線・9ルートに拡大されている。
それまでの路線バスにはないきめ細やかなバスサービスを実現し、「コミュニティバス」という概念を全国に広めたことで知られる。
- 運賃は100円均一（大人・子供同一運賃、未就学児は無料）
- 東京都シルバーパスは利用不可、各種障害者手帳による割引はなし。
- 全路線が小型車での運行（日野・リエッセ・定員29名 / 日野・ポンチョ・定員31名）。車椅子にも対応。
- 病院や公共施設、コミュニティセンターなど、地域住民に需要の多い停留所を設けている。
- 2004年より、ムーバス全線共通の専用回数券を販売している（発売額1,000円で、1,100円分利用）が、2020年（令和2年）3月31日をもって販売を終了・2021年（令和3年）3月31日をもって利用終了とアナウンスされた[4]。
- 2012年3月26日より、PASMO・Suicaの交通系ICカードが利用可能（バス利用特典サービスは対象外）
- 2013年3月23日より、交通系ICカード全国相互利用サービス対応開始。

### パークアンドライド
吉祥寺北西循環の停留所「28.ポケット広場」の近くには、「ムーパーク」と呼ばれる駐車場があった。ムーパークに車を駐車し、ムーバスに乗り換えて吉祥寺駅へ来てもらうことにより、駅周辺の交通渋滞を減らすパークアンドライドの試みを行っていた。ムーパークの駐車料金は、吉祥寺駅前の商店街で一定金額以上の買い物をすると無料になる仕組みで、コミュニティバスの利用を促進していた（平成31年4月27日現在廃止されている）。

## 誕生の経緯

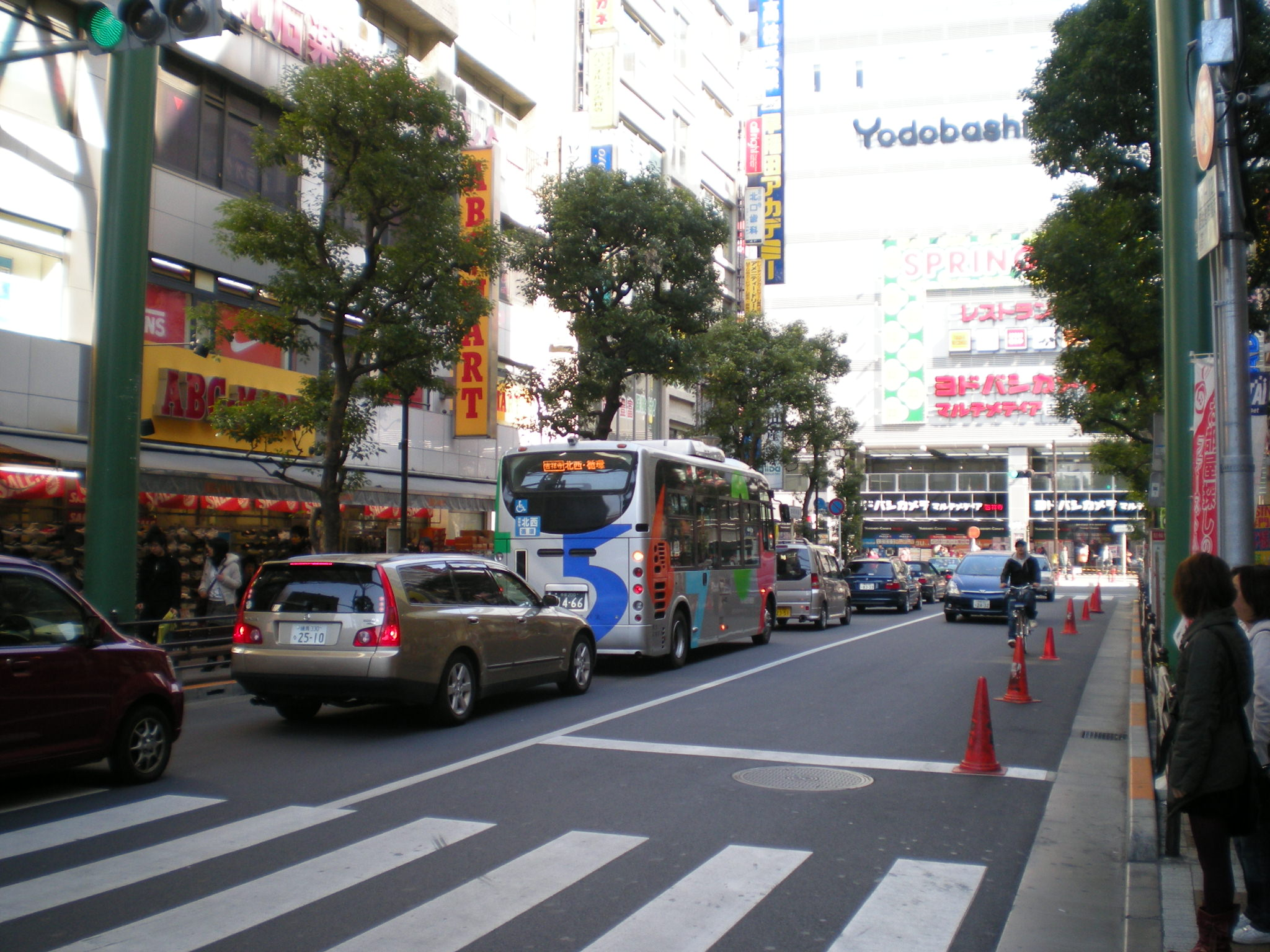
吉祥寺の街を行くムーバス

ムーバスが誕生したきっかけは、1990年に当時の市長だった土屋正忠宛に、吉祥寺駅から1km程度の住宅街に住む市民から届いた「市長への手紙」である。「吉祥寺へ行きたいが年を取って足が不自由になり、バス停まで遠くて歩けなくなった。自転車は怖くて乗れない。それでも街へ出たい」と、高齢者にとっての交通の不便を訴える文面だった。
武蔵野市は、吉祥寺駅・三鷹駅といった交通の重要拠点や繁華街がある一方で、バス路線は周辺の五日市街道、吉祥寺通り、井の頭通りなどの幹線道路にしか通っておらず、幹線道路から離れた地区に住む住民がバスに乗車するためには少し歩く必要があり、交通弱者にとっては不便だった。
また吉祥寺駅周辺は、マイカーの路上駐車や自転車の違法駐輪が非常に多く、市はその対策に莫大な費用を投じていた。そのためコミュニティバスを利用してもらうことで、路上駐車や違法駐輪の減少もあわせて見込めると考えた。
1991年10月に武蔵野市は、岡並木（当時武蔵野女子大学教授）、山本雄二郎（当時高千穂商科大学教授）などの有識者を集め、コミュニティバス開設のための研究会を立ち上げた。
計画段階では綿密な事前調査が行われ、市民へのアンケートや需要調査、高齢者の実態調査などの結果、市内を走る既存の一般路線バスは当時200円均一運賃だったところ、ムーバスは100円均一で利用できるワンコインバスとして計画された。
1994年8月、武蔵野市内に一定数以上の路線を持つ関東バス・小田急バス・西武バスの3社に運行委託を打診した。1ヶ月後に回答があり、このうち小田急バスと西武バスからは、100円という低運賃での採算性を理由に断られ、関東バスからは「赤字分を市の補助金で補填してくれるという条件なら受託に応じる」との回答が得られた。そこで、「赤字分は1路線あたり2000万円まで補助する」という条件で運行開始の目処が立った。
また1990年代前半は規制緩和以前で、バス路線新設の許認可の条件も非常に厳しかった時代であり、当時の運輸省も、100円という低運賃での採算性と、低運賃のため既存の一般路線バスと競合することを問題とした。しかし、武蔵野市の公共事業であること、市が赤字分を補填することという条件で、一般のバス路線新設とは別扱いで開設が許可されることになり、1995年11月26日より運行が開始された。
運行開始当初は、プロジェクト推進派の中からも不安の声が多くあったものの、運行開始後は予想以上に乗客が増えた。100円という低運賃のため当初は計算通りの赤字だったが、北西循環開通後はさらに乗客が増え続け、開業3年後の1998年度には早くも黒字に転じ、関係者を大いに驚かせた。
2000年には小田急バスも運行受託を開始。2002年度には、関東バスと小田急バスの黒字額の合計が2000万円に達し、両者からその半額の1000万円が武蔵野市へ寄付された。
運行開始の5日前の1995年11月21日には、NHKのテレビ番組「おはよう日本」でムーバスが取り上げられ話題を呼んだ。その後も日本テレビ「ズームイン!朝」など、マスコミでの報道が相次いだ。またラジオ番組でも、TBSラジオ「森本毅郎・スタンバイ!」や、NHKラジオの海外向け番組「ラジオ日本」で放送され、海外からも反響があった。
こうしたマスメディアによる報道の影響もあり、「コミュニティバス」の名は全国に広がり、ムーバスの成功を受けてコミュニティバスブームが巻き起こった。
車両の面でもこの時期に、コミュニティバスに適した小型バスの開発が進んだことも挙げられる。それまでは小型バスといえば、乗降口が前扉か中扉の1ヶ所のみのマイクロバスが主流だった中、ちょうどムーバスの計画中に、日野自動車がレインボーRBのフルモデルチェンジ車であるリエッセを開発しており、前扉・中扉の乗降口2ヶ所を備えた路線仕様も含まれていた。そこで武蔵野市がムーバスのコンセプトを説明して協力を求めたところ、日野自動車と日野車体工業からも協力を得ることができた。
1995年11月26日のムーバス開業の直前、同年8月28日に日野・リエッセは発売された。ムーバスの理念というソフトと、新しい小型バスであるリエッセというハードが、良いタイミングで出会ったこともムーバスの成功に寄与している。

## 現行路線

### 吉祥寺東循環（1号線）（関東バス）
1995年11月26日に開通。吉祥寺本町・東町をジグザグに通り、杉並区との区境を南下して南町を通り、井の頭通り沿いに吉祥寺駅に戻る。杉並区内にも停留所がある。市内で早期に宅地開発が行われた地域のため、最も高齢化が進んだ道路幅員の狭い住宅地の中を通過する。
運行経路内に小学校が存在するため、歩車道を分離できない経路では登校時間に合わせて迂回する便がある。2005年12月20日に1-1、1-2、9、12番の各停留所名がそれぞれ改称された。
2011年5月9日、月曜〜金曜（祝日含む）に吉祥寺駅を10時〜16時の00分に発車する便が南町一丁目、そーらの家を通るルートに変更された。同時に最終バスが21時発となった。
なお、そーらの家経由便に関しては住民の意見等の結果、2013年3月1日に廃止され、代替停留所である6-2本田東公園停留所が新設された。
2020年4月の第1週目より、休日ダイヤが導入された。
- 系統番号：C-1・C-2[21]
- 運行距離：約4.2km
- 周回時間：25分
- 運行間隔：15分

0.吉祥寺駅北口 → 1-1.あさひ病院 → 1-2.松井検診クリニック → 2.美大通り → 3.東町三丁目 → 4.本宿小学校 → 5.松籟公園 → 6.吉祥女子中高校 → 6-2.本田東公園 → 7.松庵三丁目北 → 8.松庵小学校 → 9.特養ホームゆとりえ → 10.松庵一丁目西 → 11-1.南町三丁目 → 11-2.南町三丁目中央 → 12.吉祥寺南病院 → 13.南町コミセン西 → 14.水門通り → 15.吉祥寺大通り → 0.吉祥寺駅北口

### 吉祥寺北西循環（2号線）（関東バス）

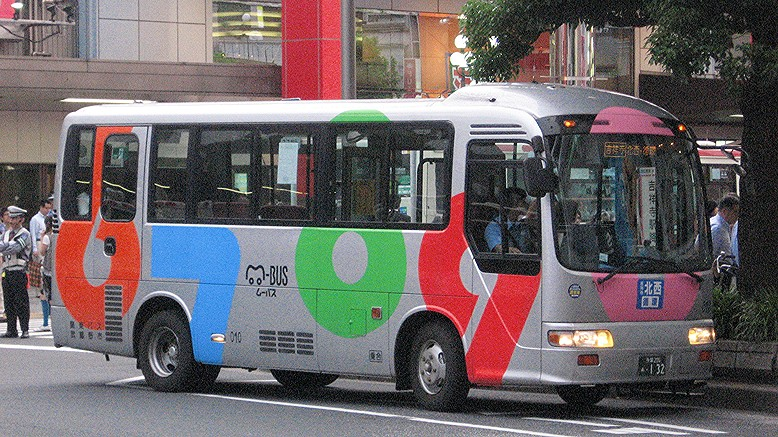
吉祥寺北西循環

1998年3月8日に開通。成蹊学園の裏を回り、東急百貨店吉祥寺店や商店街を通過する。終車付近の3便（土休日は4便）は「36.けやき並木」止まりとなり、営業所へ回送する。当初は17分間隔の運行だったが、予想を超える利用客の多さのため、1999年に13分間隔、さらに2002年には土曜・休日のみ10分間隔に増便された。
2005年12月20日に「22-2.月見小路入口」が新設され、終車付近の入庫便が「34.かくれみの公園」から「36.けやき並木」止まりに延長された。
パークアンドライドのための駐車場「ムーパーク」が「28.ポケット広場」の前に設置されていた。
- 運行距離：約5.2km
- 周回時間：34分
- 運行間隔：平日12分、土曜・時刻表休日10分

0.吉祥寺駅北口 → 21.コピス吉祥寺前 → 22-1.武蔵野八幡宮 → 22-2.月見小路入口 → 23.東門通り南 → 24.東門通り北 → 25.北コミセン → 26.北町こども広場 → 27.青葉公園入口 → 28.ポケット広場 → 29.ねむの木通り → 30.さわやか公園 → 31.けやきコミセン → 32.西門前 → 33.扶桑通り → 34.かくれみの公園 → 35.すずかけ小路 → 36.けやき並木 → 37.成蹊通り → 38-1.本町四丁目 → 38-2.第一小学校西 → 39-1.西五条通り → 39-2.大正通り → 40.東急百貨店 → 41.コピス吉祥寺前 → 0.吉祥寺駅北口

### 境南 西循環・東循環（3号線）（小田急バス）
2000年11月26日に開通。武蔵境駅南口を起点とし、境南町の西半分・東半分を回る。どちらも武蔵野赤十字病院を通るため、医療施設への利便性を図っている。終車は西循環が「12.武蔵境営業所」止まり、東循環は「24.武蔵野赤十字病院」止まりとなり、その後は営業所へ回送する。
2012年8月19日より、日中の東循環は公共施設へのアクセス向上のため、1年間の期間限定で花時計入口、境南コミセン経由に変更となった。
2020年4月第1週目より休日ダイヤが導入された。なお、同年4月1日に平日ダイヤ改正が予定されたが、延期となっている。

#### 西循環（右回り）
- 運行距離：約3.8km
- 周回時間：15分
- 運行間隔：22分

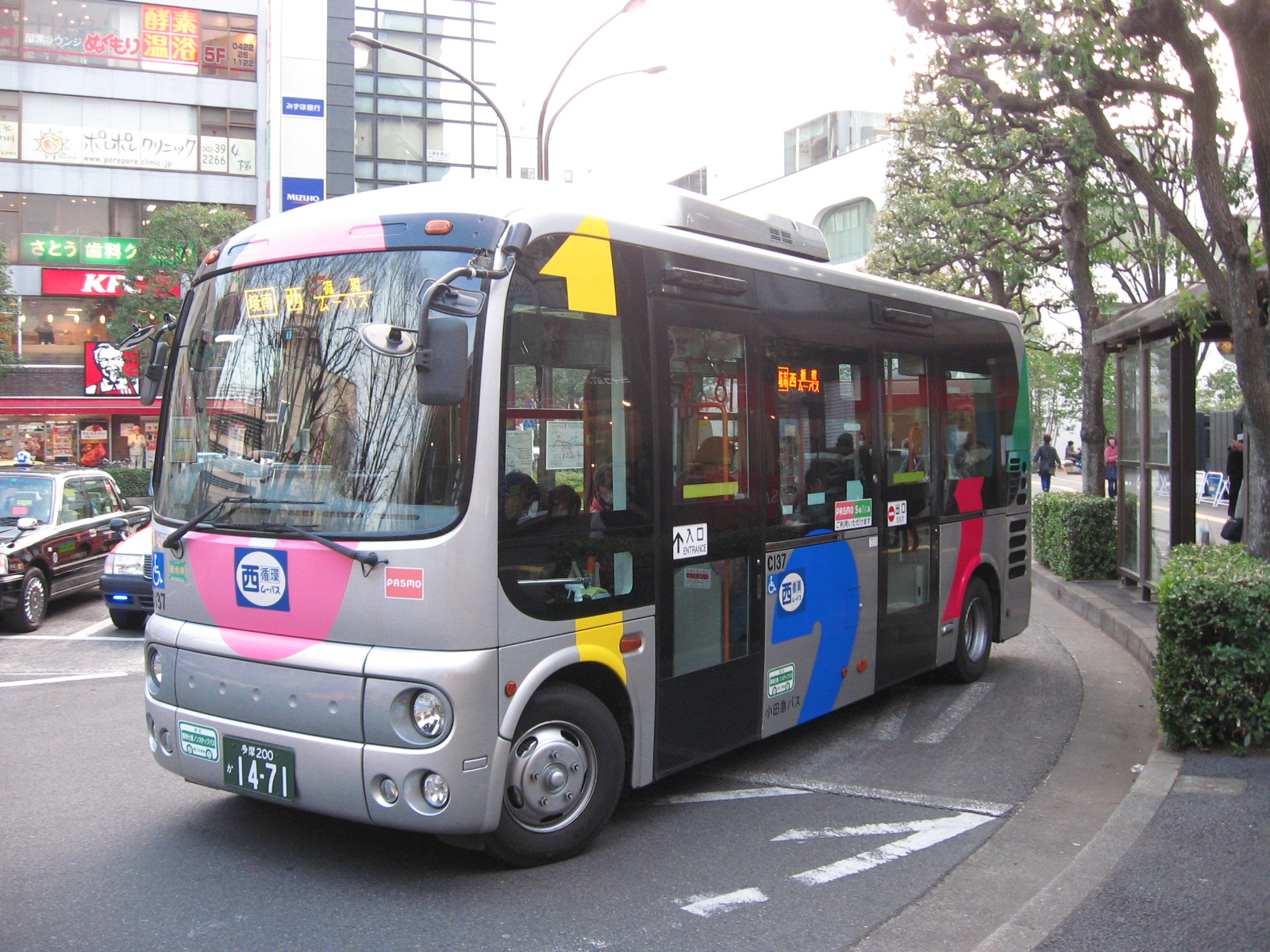
境南 西循環

0.武蔵境駅南口 → 1.境南町 → 2.もみじ山公園 → 3.津田公園入口 → 4.境南町四丁目 → 5.境南ちびっこ農園 → 6.稲荷前 → 7.富士見通り商店街西 → 8.富士見通り商店街東 → 9.のぞみの家 → 10.境南町五丁目 → 11.連雀通り → 12.武蔵境営業所 → 13.井口三丁目 → 14.武蔵野赤十字病院 → 15.聖徳学園 → 16.境南小学校 → 17.中央商店街 → 0.武蔵境駅南口

#### 東循環（左回り）
- 運行距離：約3.1km
- 周回時間：15分
- 運行間隔：20分

0.武蔵境駅南口 → 21.中央商店街 → 22.境南小学校 → 23.聖徳学園 → 24.武蔵野赤十字病院 → 25.井口一丁目 → 26.塚 → 27.塚交差点北 → 28.境南町一丁目 → 29.赤十字北 → 30.聖徳学園 → 31.かえで通り → （32-1.花時計入口→32-2境南コミセン）→ 0.武蔵境駅南口
2014年3月1日よりルートが変更となった。

### 三鷹駅北西循環（4号線）（関東バス）
2002年3月23日に開通。三鷹駅から北西方向の住宅地の中を1周する。終車は「14.西久保三丁目」止まりとなり、その後は営業所へ回送する。
2020年4月の第1週目より、休日ダイヤが導入された。
- 運行距離：約4.9km
- 周回時間：約30分
- 運行間隔：20分

0.三鷹駅北口 → 1-1.けやき橋北 → 1-2.西久保コミセン → 2.西久保公園 → 3.久保公園 → 4.浄水場北 → 5.五中北 → 6.武蔵野館 → 7.関前コミセン南 → 8.関前コミセン → 9.大師通り公園 → 10.市民の森公園 → 11.関前三丁目中央 → 12.関前公園 → 13-1.五小通り → 13-2.小森病院 → 14.西久保三丁目 → 15.宮前通り北 → 16.宮前通り中央 → 17-1.三谷通り・西久保保育園 → 17-2.井の頭通り南 → 18.ふじ公園西 → 19.三谷公園 → 20.武蔵野警察署 → 0.三鷹駅北口

### 境西循環、境・東小金井線（5号線）（小田急バス）
境西循環は2004年11月27日、境・東小金井線は2005年5月29日に開通。境・東小金井線は小金井市に乗り入れ、武蔵境駅と東小金井駅を結ぶ。
東小金井駅に乗り入れる計画が、駅周辺の商店街などの反対で凍結されていたため、当初は境西循環のみで運行開始した。
この路線は小金井市との共同運行となっており、2015年現在、運行経費は武蔵野市が6割負担している。
2020年4月の第1週目より、休日ダイヤが導入された。

#### 境西循環
- 運行距離：約2.4km
- 周回時間：約10分
- 運行間隔：15分

0.武蔵境駅北口 → 1.日本獣医畜産大学 → 2.日獣大馬場 → 3.境五丁目南 → 4.武蔵野ふるさと歴史館 → 5.都営境五丁目アパート → 6.境五丁目 → 7.亜細亜大学南門 → 8.花の通学路（境二丁目） → 9.山中南公園 → 10.スイングロード → 0.武蔵境駅北口
武蔵境駅北口から北西方向を1周する。ルートの一部は境・東小金井線と重複する。

#### 境・東小金井線
- 運行距離：約2.18km（片道）
- 周回時間：約15分
- 運行間隔：30分

0.武蔵境駅北口 → 11.山中南公園 → 12.花の通学路（境二丁目） → 13.亜細亜大学南門 → 14.境五丁目 → 15.亜細亜大学西 → 16.まつのき広場入口 → 17.長昌寺 → 18.婦人会館 → 19.東小金井駅北口 → 20.梶野町五丁目 → 21.婦人会館 → 22.長昌寺 → 23.まつのき広場入口 → 24.亜細亜大学西 → 6.境五丁目 → 7.亜細亜大学南門 → 8.花の通学路（境二丁目） → 9.山中南公園 → 10.スイングロード → 0.武蔵境駅北口
ムーバスで唯一の往復運行路線。停留所番号が1.～5.まで欠番になっているのは、停留所番号を境西循環と合わせているため。

### 三鷹・吉祥寺循環（6号線）（関東バス）

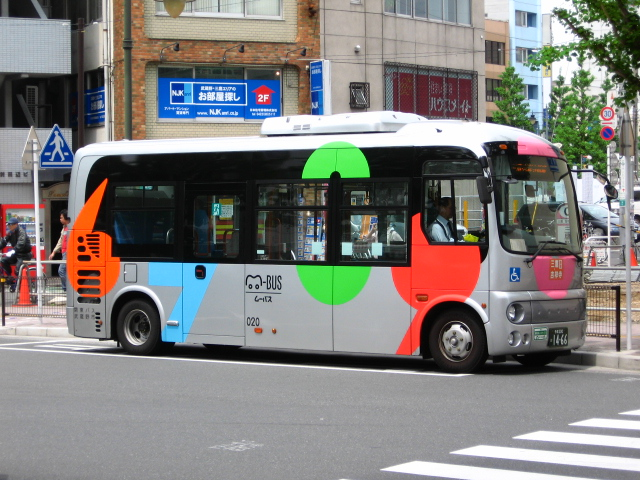
三鷹・吉祥寺循環

2007年3月31日開通。三鷹駅北口を起点とし、自然文化園の北側を東に進み、吉祥寺駅で折り返し井の頭通り伝いに三鷹駅に戻る。開業に伴い、関東バスの鷹45系統（三鷹駅北口 - 吉祥寺駅南口）が廃止された。
2020年4月の第1週目より休日ダイヤが導入された。
- 運行距離：約5.2km
- 周回時間：27分
- 運行間隔：20分

0.三鷹駅北口 → 1.中町新道 → 2.平沼園交差点 → 3.八丁地下道 → 4.むらさき橋 → 5.御殿山二丁目 → 6.武蔵野税務署南 → 7.文化園西 → 8.御殿山一丁目 → 9.文化園東 → 10.吉祥寺大通り → 11.吉祥寺駅北口 → 12.吉祥寺駅南口 → 13.吉祥寺駅前交差点 → 14.本町二丁目 → 15.本町三丁目 → 16.吉祥寺西コミセン入口 → 17.中町二丁目 → 18.横河電機 → 19.横河グランド → 20.かたらいの道 → 21.武蔵野警察署 → 0.三鷹駅北口

### 境・三鷹循環（7号線）（小田急バス）

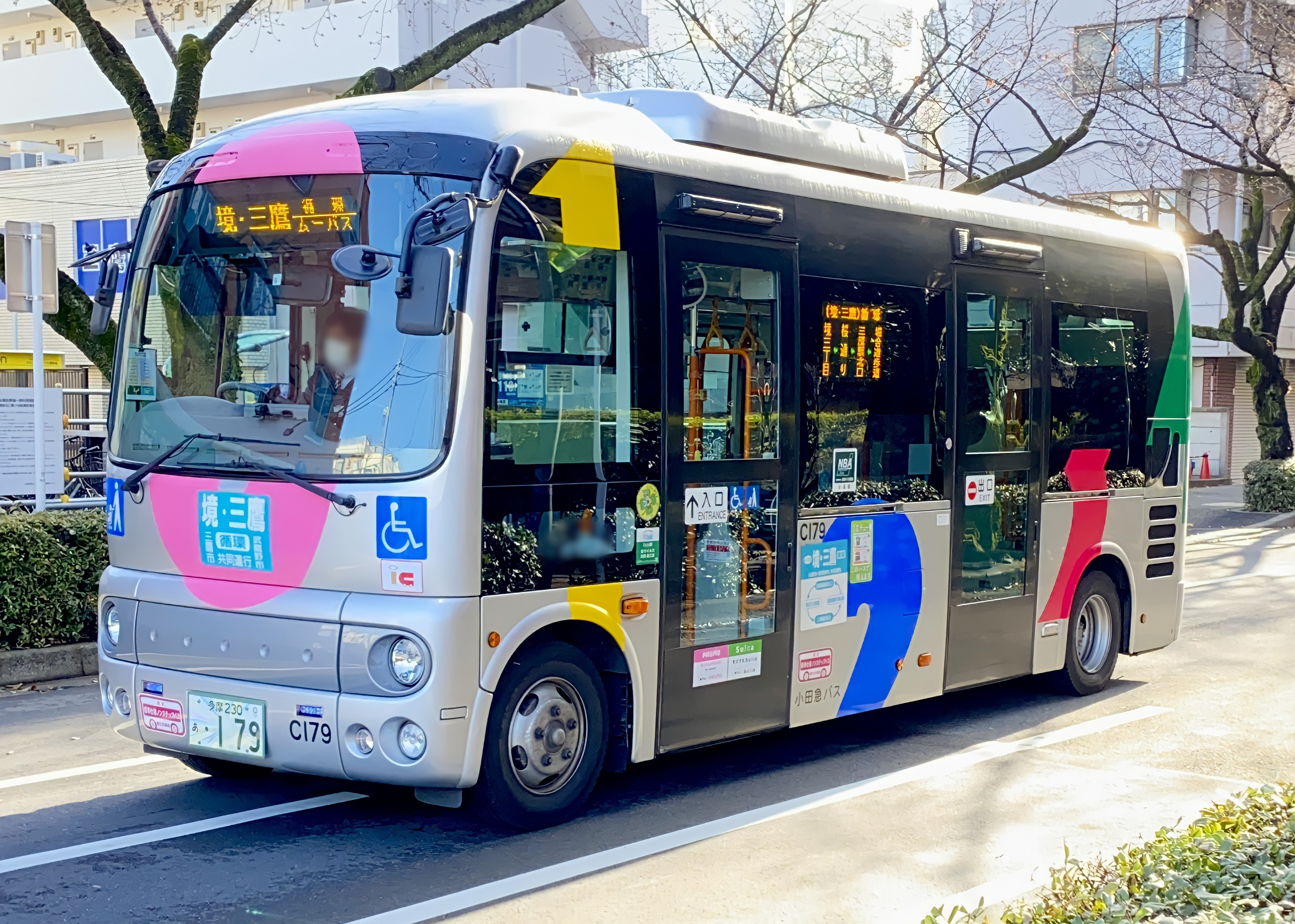
境・三鷹循環線

2007年3月31日開通。武蔵境駅を起点とし、JR中央線のやや北側を東に進み、三鷹駅北口で折り返し、三鷹市との市境近くを北西に進み、武蔵野市立第六中学校近辺で南に折れて武蔵境駅に戻る。どちらの駅に向かう際にも、三鷹市の上連雀一丁目地区を通る。
この路線は三鷹市との共同運行路線となっており、みたかシティバスとしての6路線目でもある。2015年現在、武蔵野市が運行経費の7割を負担している。
2020年4月の第1週目より、休日ダイヤが導入された。
- 運行距離：約4.70km
- 周回時間：26分
- 運行間隔：30分

0.武蔵境駅北口 → 1.五宿 → 2.武蔵境病院 → 3.本村公園南 → 4.堀合遊歩道 → 5.上連雀一丁目アパート → 6.地区公会堂 → 7.跨線橋 → 8.堀合地下道 → 9.けやき橋 → 10.三鷹駅北口 → 11.桜通り → 12.堀合交差点東 → 13.堀合交差点西 → 14.遊歩道入口 → 15.堀合通り → 16.本村公園北 → 17.六中テニスコート → 18.境冒険遊び場公園 → 19.第八分団 → 20.境三丁目 → 21.独歩通り → 22.スイングロード → 0.武蔵境駅北口

## 廃止路線

### 吉祥寺東循環（1号線）（関東バス）
- 系統番号：C-10[21]
- 運行距離：約4.2km
- 周回時間：25分
- 運行間隔：60分(月曜～金曜（祝日含む）のみ運行)

0.吉祥寺駅北口 → 1-1.あさひ病院 → 1-2.松井外科病院 → 2.美大通り → 3.東町三丁目 → 4.本宿小学校 → 5.松籟公園 → 6.吉祥女子中高校 → 7-1.南町一丁目 → 7-2そーらの家前 → 8.松庵小学校 → 9.特養ホームゆとりえ → 10.松庵一丁目西 → 11-1.南町三丁目 → 11-2.南町三丁目中央 → 12.吉祥寺南病院 → 13.南町コミセン西 → 14.水門通り → 15.吉祥寺大通り → 0.吉祥寺駅北口
2011年5月9日に期間限定路線として新設されたが、住民の意見の結果、6-2本田東公園停留所を新設する代替として2013年3月1日に廃止された。月曜～金曜（祝日含む）の吉祥寺駅を00分に出発する便が当ルートで運行する便だった。

## 車両

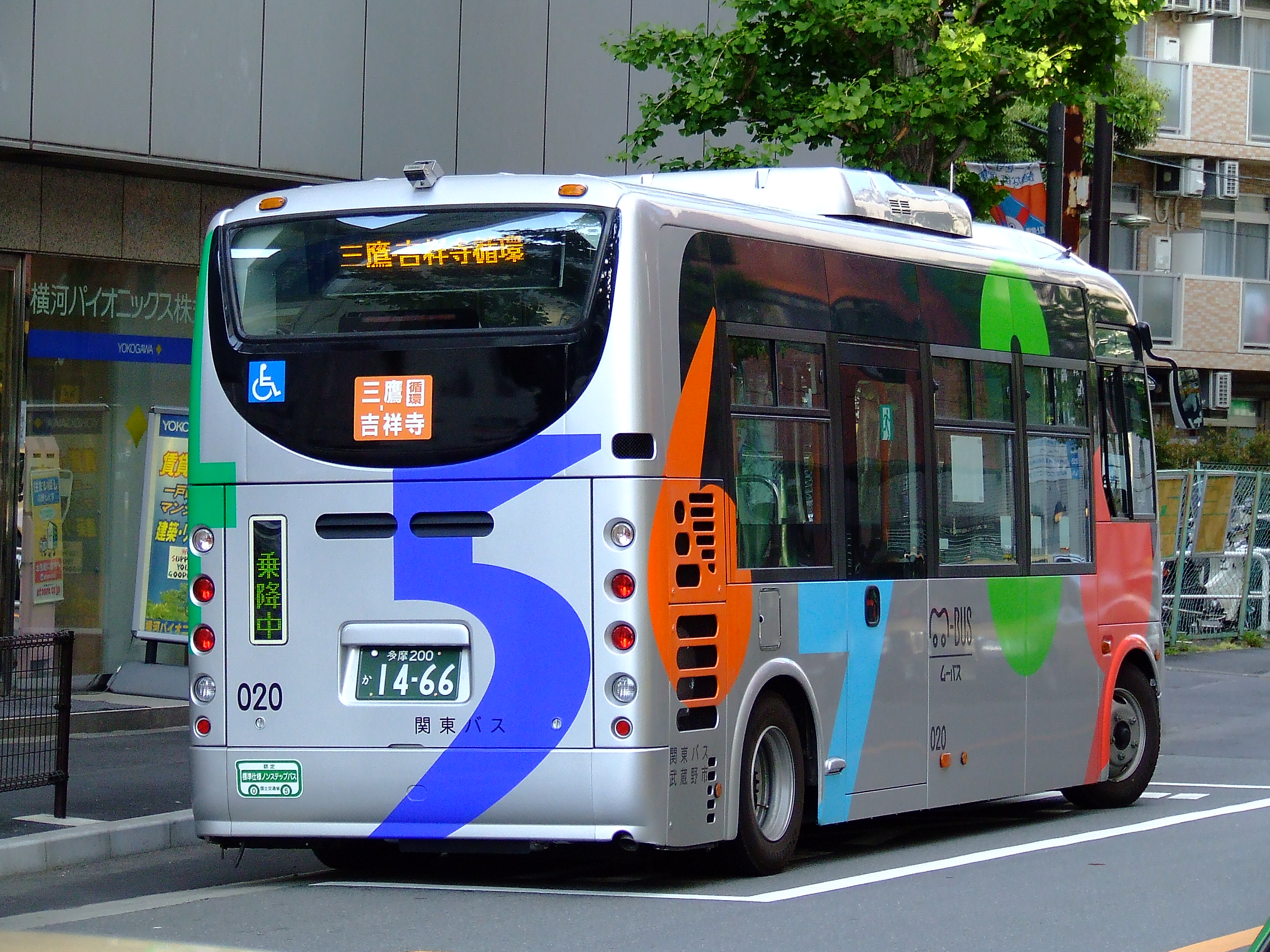
銀色の地にカラフルな数字が描かれたデザイン

狭隘路を通行するため、長さ約7m・幅約2mの小型バスを採用している。
ムーバス専用車のカラーリングは、銀色地にカラフルな数字の柄を散りばめたデザインである。銀色地はラッピングではなく塗装となっている。
- 過去の車両：日野・リエッセ（RX系）
ムーバス運行開始時に導入された車両。車椅子用リフト付きツーステップバス（ステップリフトバス）。
武蔵野市がムーバスの車両選定にあたり、日本国内で小型バスを製造している自動車メーカー5社に打診したところ、日野自動車が小型リアエンジンバス日野・レインボーRBのフルモデルチェンジ車としてリエッセを開発中で、日野自動車と日野車体工業、日野自動車グループの特装車架装会社アトラデザインの全面的な協力も得て、ムーバスの仕様やデザインが作成された[28]。またこの際の武蔵野市からのコミュニティバスとしての要望は、日野自動車にとってもリエッセの開発にフィードバックされている[28]。
ムーバス独自の仕様として、少しでも車幅を狭めるために側面の路肩灯の出っ張りを減らしたり、子供と大人が並んで座れる1.5人掛け座席を採用するなど、きめ細かな工夫が盛り込まれている。ツーステップバスのため、高齢者の乗降が楽なように電動補助ステップも装備された。
なお、リエッセの路線バスとしての採用は、1995年10月16日に運行開始した京急ポニー号に続くものであった[29][30]。
関東バスの車両は2016年、小田急バスの車両は2019年までに全車除籍され現存しない。

- 現行車両：日野・ポンチョ（HX系）
6号線・7号線の運行開始に伴い導入された車両。ムーバスでは初のノンステップバス。全車2ドアロングボディでの導入。
関東バスでは経年により、初期に導入されたポンチョが新型のポンチョに置き換えられている。
関東バスの車両は同じ武蔵野営業所が運行を担当する西東京市はなバス第4ルートの代用車両として西東京市内を走行することがある。
境・東小金井線は運行経路に狭隘路が含まれないため、代用車両に小田急バスの中型バスが充当されることがある。